# Нью-Кантон (Іллінойс)
Нью-Кантон (англ. New Canton) — місто (англ. town) в США, в окрузі Пайк штату Іллінойс. Населення — 334 особи (2020).

## Географія
Нью-Кантон розташований за координатами 39°38′14″ пн. ш. 91°5′54″ зх. д. / 39.63722° пн. ш. 91.09833° зх. д. (39.637343, -91.098246).  За даними Бюро перепису населення США в 2010 році місто мало площу 1,98 км², уся площа — суходіл.

## Демографія
Згідно з переписом 2010 року, у місті мешкало 359 осіб у 156 домогосподарствах у складі 102 родин. Густота населення становила 181 особа/км².  Було 178 помешкань (90/км²).
Расовий склад населення:
| - 99,2 % — білих - 0,3 % — азіатів |

До двох чи більше рас належало 0,0 %. Частка іспаномовних становила 1,4 % від усіх жителів.
За віковим діапазоном населення розподілялося таким чином: 23,1 % — особи молодші 18 років, 56,6 % — особи у віці 18—64 років, 20,3 % — особи у віці 65 років та старші. Медіана віку мешканця становила 38,2 року. На 100 осіб жіночої статі у місті припадало 92,0 чоловіків;  на 100 жінок у віці від 18 років та старших — 93,0 чоловіків також старших 18 років.
Середній дохід на одне домашнє господарство  становив 36 487 доларів США (медіана — 38 750), а середній дохід на одну сім'ю — 41 778 доларів (медіана — 43 750). Медіана доходів становила 39 583 долари для чоловіків та 25 625 доларів для жінок. За межею бідності перебувало 16,9 % осіб, у тому числі 18,4 % дітей у віці до 18 років та 13,1 % осіб у віці 65 років та старших.
Цивільне працевлаштоване населення становило 153 особи. Основні галузі зайнятості: виробництво — 23,5 %, освіта, охорона здоров'я та соціальна допомога — 17,6 %, будівництво — 13,7 %.